# Насичення народу п'ятьма хлібами
Наси́чення наро́ду п'ятьма́ хліба́ми — це розповідь про те як Ісус Христос чудесно нагодував народ п'ятьма хлібами «І всі їли й наїлися.» Це єдина історія Біблії яка описується одразу чотирма євангелістами Лк. 9:10-17, Мк. 6:32-44, Ів. 6:1-15, Мт. 14:14-21.

## Біблійна історія
Невдовзі після смерті Іоана Хреститиля Ісус Христос разом із учнями вирушив на інший бік озера а народ пішки біг за ним по березі. Коли човен зупинився, на березі зібралося безліч людей. Ісус Христос як побачив їх, зглянувся над ними, тому що вони були як вівці, що не мають пастуха. Він вийшов на берег і багато і довго розповідав про Царство Небесне і зцілював багато хворих. Народ так уважно Його слухав що навіть не помічав як йшов час. Нарешті день став схилятися до вечора.
Учні підійшли до Ісуса і сказали: «Місце тут пустельне, а час пізній; відпусти народ, щоб вони пішли в найближчі поселення купити собі хліба, бо їм нема чого їсти».
Та Господь відповів: «Не потрібно їм іти; ви дайте їм їсти». Апостол Пилип сказав на це: «Їм і на двісті динаріїв не вистачить хліба, щоб кожен з них хоч трошки одершжав».
Ісус сказав щоб пішли подивилися скільки є хліба. Апостол Андрій сказав: «Тут є один юнак, який має п'ять хлібів ячмінних і дві рибини; але що то на таку безліч?»
Тоді Ісус Христос сказав: «Звеліть людям сісти», і учні розсадили народ рядами по сто і п'ятдесят чоловік.
Після цього Ісус взяв п'ять хлібів і дві рибини і, подивившись на небо, благословив їх, розламав і дав учням, а учні роздали народові. Всі їли і наситилися.
Коли ж усі наситились, Ісус Христос сказав учням Своїм: «Зберіть залишки, щоб нічого не пропало». І коли зробили вони це то наповнили шматками, що залишились, дванадцять кошиків повних, а тих хто їв, налічувалося п'ять тисяч чоловік, не враховуючи жінок і дітей.

## Насичення сімома хлібами
Іншого разу Господь здійснив насичення сімома хлібами і кількома рибинами наситив 4000 чоловік, також не враховуючи жінок та дітей.

## Згадки у Євангеліях
|  | От вони сіли в човен і попливли самі до тихого місця. Але чимало людей помітили, як вони відпливали, і впізнали їх, та з усіх міст люди побігли берегом і дісталися до того місця раніше, ніж Ісус та апостоли. Коли Ісус зійшов на берег, то побачив величезний натовп. Він дуже співчував тим людям, бо вони були , мов вівці без пастуха. І почав Ісус навчати їх. День хилився до надвечір'я. Учні Його підійшли до Нього й мовили: «Це місце віддалене від житла, і вже пізно. Хай люди підуть по навколишніх господарствах і селах і придбають собі якоїсь їжі». Та Він їм відповів: «Ви нагодуйте їх». А вони кажуть: «Щоб придбати достатньо їжі для такої купи народу, треба щонайменше двісті динарів». Ісус запитав: «Скільки буханок хліба ми маємо? Підіть подивіться». Вони подивилися й кажуть: «П'ять хлібів і дві рибини». Ісус наказав учням розсадити людей на зеленій траві групами. Й вони розсілися групами по сто й по п'ятдесят осіб. А Він узяв п'ять хлібів і дві рибини, підвівши очі до небес, возніс хвалу й розломив хліби. І Він роздав їх Своїм учням, щоб нагодували народ. Так само розділив Він між ними усіма й дві рибини. І всі їли й наїлися. І ще вони забрали з собою дванадцять кошиків, повних шматків хліба й риби. А їло ж той хліб п'ять тисяч чоловік. |

|  | Коли апостоли повернулися, вони розповіли Ісусові про все, що зробили. Узявши їх із Собою, Ісус потай вирушив до міста Вефсаїди. Та люди довідалися про це й подалися за Ним слідом. Ісус завітав їх і розповідав їм про Царство Боже. А також Він зцілював тих, хто цього потребував. Наближався вечір. Дванадцятеро апостолів підійшли до Нього й кажуть: «Відпусти людей, аби могли вони піти по довколишніх селах і хуторах поїсти й спочити, бо ми в досить віддаленому місці». Та Ісус відповів їм: «Краще ви нагодуйте людей». Вони кажуть: «Ми маємо не більше п'яти хлібин та двох рибин, хіба ми підемо й придбаємо якоїсь їжі для цих людей!» (З ними йшло близько п'яти тисяч чоловіків). Однак Ісус сказав Своїм учням: «Розсадіть людей групами приблизно по п'ятдесят чоловік». Вони послухалися й усіх посадили на землю. Взявши п'ять хлібин й дві рибини, Ісус звів очі до неба й віддав дяку за них. Потім Він розломив хліб і рибу й подав Своїм учням, аби роздали людям. Люди їли, і всі наїлися. А потім ще й зібрали дванадцять кошиків, повних залишків. |

|  | Коли Ісус вийшов із човна і побачив великий натовп, то був сповнений жалю до цих людей і зцілив недужих, яких люди привели з собою. Як настав вечір, Його учні прийшли й сказали: «Це місце безлюдне, і вже досить пізно. Відпусти людей, щоб вони змогли піти по селах і купити собі поїсти». Але Ісус відповів: «Їм не треба йти звідси. Дайте їм поїсти!» Учні тоді Йому кажуть: «У нас нічого немає, крім п'яти хлібин та двох рибин». І мовив Ісус: «Приведіть усіх до Мене». Він звелів людям посідати на траву, тоді дістав ті п'ять хлібин та дві рибини, підняв очі до неба, дякуючи Богу за їжу, розламав хліб і дав хлібини Своїм учням, а вони роздали народу. Всі поїли й наїлися, а потім учні ще зібрали дванадцять кошиків із залишками їжі. А тих, що їли, було близько п'яти тисяч чоловік, не рахуючи жінок та дітей. |

|  | Після цього Ісус подався на другий бік Ґалилейського озера, що зветься також Тиверіадським. Великий натовп людей ішов за Ним, бо вони бачили чудо, що здійснив Ісус над хворим. Але Він зійшов на гору й сів там разом зі Своїми учнями. Наближалося свято юдейської Пасхи. Підвівши очі й побачивши, що великий натовп іде до Нього, Ісус запитав Пилипа: «Де нам купити достатньо хліба, щоб нагодувати цих людей?» Він мовив так, щоб випробувати Свого учня, бо вже знав, що робитиме. І відповів Пилип Йому: «І за двісті динарів не купиш достатньо хліба, щоб кожному було по шматочку». Інший з учнів Ісуса, Андрій, брат Симона-Петра, каже: «Ось хлопчина, що має п'ять ячмінних хлібин і дві рибини, та це ніщо на таку кількість людей». І тоді Ісус сказав: «Нехай люди посідають». У тому місці гарно росла трава, тож усі повсідалися. І було там тисяч п'ять чоловіків. Тоді Ісус узяв хлібини, воздавши Богові дяку, розділив між тими, що сиділи навколо. Так само Він і рибу розділив - кожному, хто скільки хотів. Коли всі наїлися, Ісус мовив до Своїх учнів: «Позбирайте всі залишки, щоб нічого не пропало». Тож учні позбирали всі шматки й наповнили дванадцять кошиків залишками від п'ятьох ячмінних хлібин, після того, як усі поїли. Побачивши чудо, здійснене Ісусом, усі люди казали: «Цей Чоловік і справді пророк, що мав прийти у світ!» Ісус знав, що люди хочуть оголосити Його своїм царем. От-от вони вже повинні були прийти. Через те Він знову подався в гори, щоб побути на самоті. |